# Ширяевский (Киквидзенский район)
Ширяевский — хутор в Киквидзенском районе Волгоградской области России, в составе Преображенского сельского поселения.
Население — 224 (2010) человек.

## История
Хутор Ширяевский относился к юрту станицы Преображенской Хопёрского округа Земли Войска Донского (с 1870 — Область Войска Донского). В 1859 года на хуторе проживал 351 человек. Согласно переписи 1873 года на хуторе проживали 184 мужчины и 204 женщины, в хозяйствах жителей имелись 202 лошади, 158 пар волов, 147 голов прочего рогатого скота, 1280 овец. Согласно переписи населения 1897 года на хуторе проживали 267 мужчин и 316 женщин, из них грамотных: мужчин — 80 (30 %), женщин — 3 (0,9 %).
Согласно алфавитному списку населённых мест Области Войска Донского 1915 года земельный надел хутора составлял 4518 десятин, на хуторе проживали 360 мужчин и 382 женщины, имелись хуторской приказчик, приходское училище.
С 1928 году хутор — в составе Преображенского района (в 1936 году переименован в Киквидзенский район) Хопёрского округа (упразднён в 1930 году) Нижне-Волжского края (с 1934 года — Сталинградский край, с 1936 года — Сталинградская область, с 1961 года — Волгоградская область). Хутор являлся центром Ширяевского сельсовета. В 1960 году Ширяевский сельсовет был упразднен, территория включена в состав Киквидзенского поссовета.

## География
Хутор находится в пределах Хопёрско-Бузулукской равнины, являющейся южным окончанием Окско-Донской низменности, на левом берегу реки Бузулук, на высоте около 95 метров над уровнем моря. Почвы — пойменные нейтральные и слабокислые и чернозёмы обыкновенные.
По автомобильным дорогам расстояние до областного центра города Волгоград составляет 290 км, до районного центра станицы Преображенской — 6,7 км.
Часовой пояс
Ширяевский, как и вся Волгоградская область, находится в часовой зоне МСК (московское время). Смещение применяемого времени относительно UTC составляет +3:00.

## Население
Динамика численности населения по годам:
| 1859 | 1873 | 1897 | 1915 | 1987 |
| ---- | ---- | ---- | ---- | ---- |
| 351  | 388  | 583  | 742  | ≈250 |

| 2010 |
| ---- |
| 224  |